# Rasa (estética)

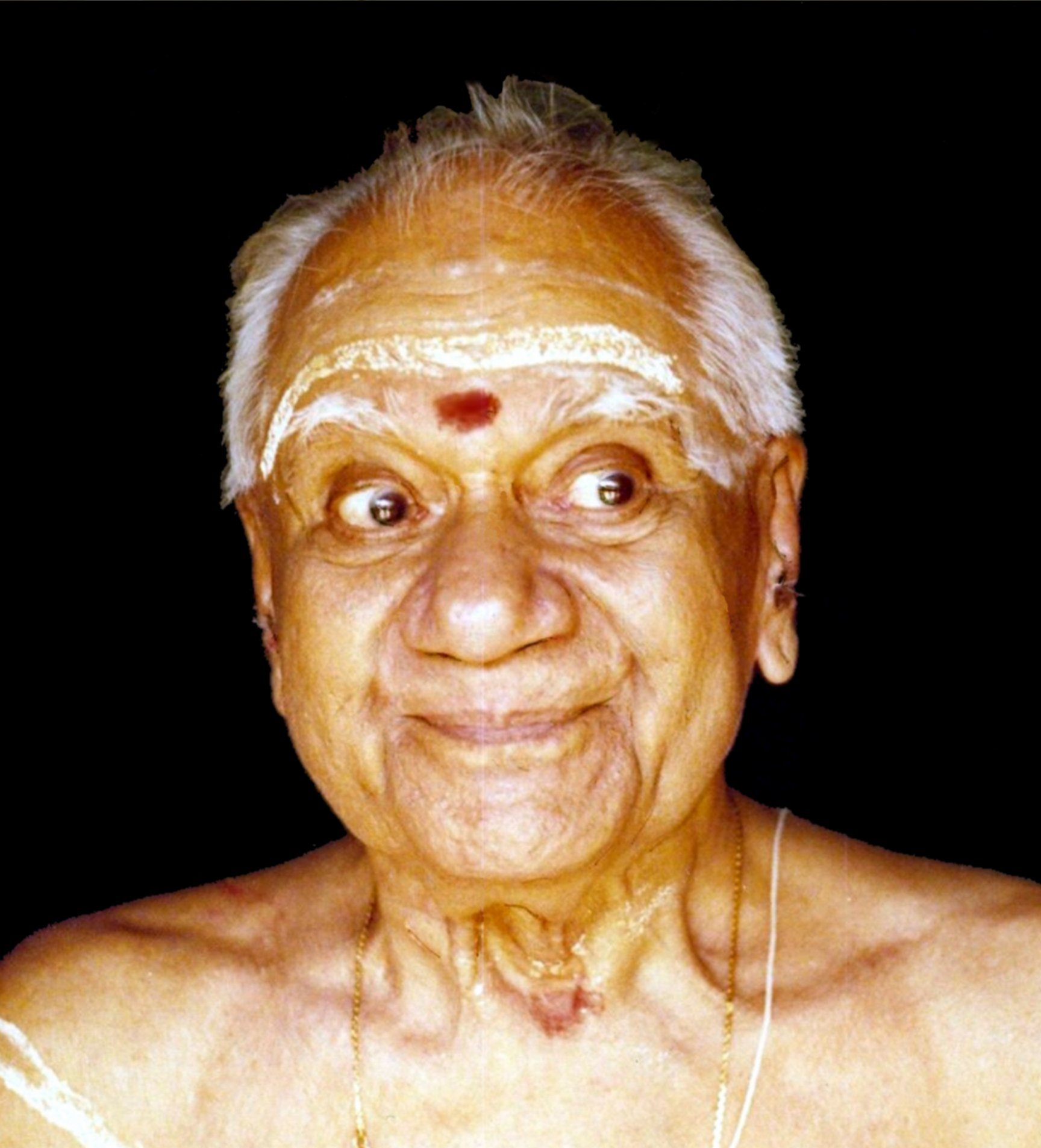
Guru Nātyācārya Māni Mādhava Chākyār apresentando Sāttvika Abhinaya (Rasa Sringāra)

Rasa (em sânscrito:  रस lit. 'sumo' ou 'essência' ou 'sabor' ou 'essência de uma experiência artística' ou 'estado de espírito' ou 'sentimento' ) conceito milenar da arte indú, sugere um estado mental e físico, categoria fundamental na percepção primeira de uma obra de arte.  

Utilizado na produção e percepção de muitas das formas de arte na Índia. O tratamento, uso ou interpretação de um determinado rasa difere enormemente entre os diferentes estilos e escolas de abhinaya (formas de direcionar a platéia a um determinado sentimento), apresentando diferenças regionais mesmo dentro do próprio estilo.

 Originalmente a arte Indú não diferenciava o teatro da dança.

## Elementos

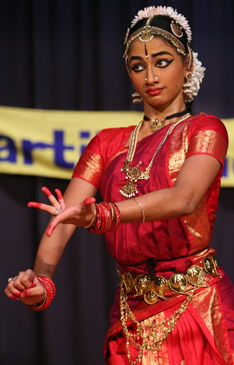
Expressão de Sringāra no Bharatanatyam

O sábio Bharata Muni no livro sagrado Natya Shastra (ciência do drama), Veda escrito entre 200 antes ou depois de Cristo, descreve oito rasas. Há quatro pares de rasas, como exemplo o rasa Hāsyam surge do rasa Sringara.
Cada rasa possui uma divindade e uma cor específica. Uma pessoa com medo tem a aura negra, a aura de uma pessoa com raiva é vermelha.
Bharata Muni descreve os seguintes rasas:
- Sringara (शृङ्गारं)  Amor, Atração, Beleza. Divindade: Vishnu. Cor: verde claro.
- Hāsyam (हास्यं)  Riso, Alegria, Comédia. Divindade: Pramata. Cor: branco.
- Raudram (रौद्रं)  Fúria. Divindade: Rudra. Cor: vermelho.
- Kāruṇyam (कारुण्यं) Compaixão, Tragédia. Divindade: Yama. Cor: cinza.
- Bībhatsam (बीभत्सं)  Desgosto, Aversão. Divindade: Shiva. Cor: azul.
- Bhayānakam (भयानकं)  Horror, Terror. Divindade: Kala. Cor: preto.
- Vīram (वीरं)  Atitude heróica. Divindade: Indra. Cor: amarelado.
- Adbhutam (अद्भुतं)  Maravilha. Divindade: Brahma. Cor: amarelo.

## Navarasa, o nonorasa
O filósofo Abhinava gupta (950-1020) em seu Abhinavabhāratī, um extenso comentário ao Natya Shastra sugeriu um nono rasa (Śāntam), quando somente oito eram aceitos, conseguindo que a expressão Navarasa (os nove rasas) fosse aceita.
- Śāntam Paz (śānta) e tranquilidade. Divindade: Vishnu. Cor: branco perpétuo. Este surge dos prazeres do mundo.

## Outrosrasas
Outros dois rasas foram adicionados posteriormente:
- Vātsalya (वात्सल्य) Amor aos pais.
- Bhakti (भक्ति) Devoção Espiritual aos Deuses.

Estes dois rasas ainda não possuem divindades e cores especificadas até o dia de hoje.

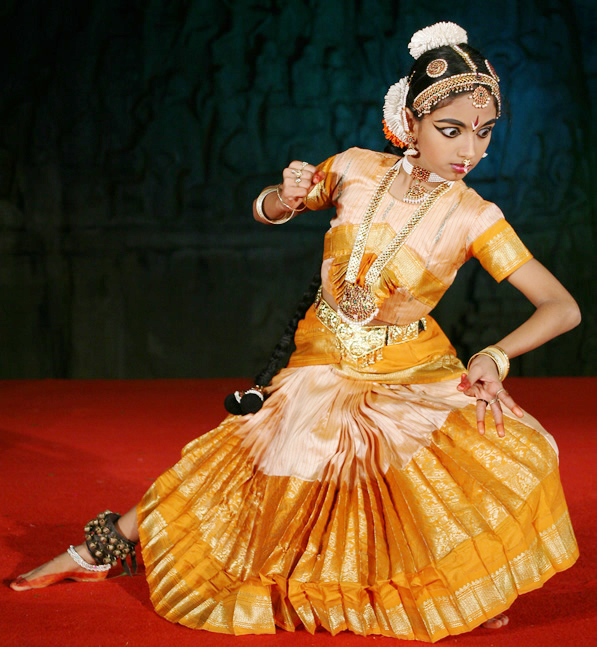
Rasa Raudram - a destrutiva fúria da divindade Durga in Bharatanatyam

### Bhavas
O Natya Shastra identifica aos oito rasas oito estados de espírito ou emoções diferentes: Bhavas
- Rati (Amor)
- Hasya (Alegria)
- Soka (Tristeza)
- Krodha (Raiva)
- Utsaha (Energia)
- Bhaya (Terror)
- Jugupsa (Desgosto)
- Vismaya (Assombro)

## References
1. ↑  Gaston, Anne Marrie (2005). Bharata Natyam From Temple to Theatre to. [S.l.: s.n.] ISBN 81-7304-146-6
2. ↑  Rao, U.S. Krishna (2004). A Dictionary of Bharata Natya. [S.l.: s.n.] ISBN 81-250-1456-X
3. ↑  Ghosh, Manomohan (2002). Natyasastra. [S.l.: s.n.] ISBN 81-7080-076-5